# Buchenroedera macowanii
Buchenroedera macowanii är en ärtväxtart som beskrevs av Dummer. Buchenroedera macowanii ingår i släktet Buchenroedera och familjen ärtväxter. Inga underarter finns listade i Catalogue of Life.